# George Gordon, III conte di Aberdeen
George Gordon, III conte di Aberdeen (Methlic, 19 giugno 1722 – Ellon, 13 agosto 1801), è stato un nobile scozzese.

## Biografia
Era il figlio di William Gordon, II conte di Aberdeen, e della sua seconda moglie, Lady Susan Murray, figlia di John Murray, I duca di Atholl.
Si sedette nella Camera dei Lord come rappresentante pari scozzese (1747-1761 e 1774-1790). Era contro William Pitt il Giovane.

## Matrimoni
Sposò, il 22 agosto 1759, Catherine Elizabeth Hanson, figlia di Oswald Hanson. Ebbero sei figli:
- Lady Catherine Gordon (?-30 settembre 1784);
- Lady Anne Gordon, sposò Edward Place, non ebbero figli;
- Lady Susan Gordon (?-26 luglio 1795);
- Lady Mary Gordon (?-1852), sposò Thomas Horton, ebbero un figlio;
- Lord George Gordon (28 gennaio 1764-2 ottobre 1791);
- Lord William Gordon (1765-19 marzo 1845).

## Morte
Morì il 13 agosto 1801, all'età di 79 anni, a Ellon House, a Ellon.

## Ascendenza
|                                         |                                       |                                             | Genitori                                   |  |  | Nonni |  |  | Bisnonni                    |  |  | Trisnonni         |  |
|                                         |                                       |                                             |                                            |  |  |       |  |  | 8. John Gordon, I baronetto |  |  | 16. George Gordon |  |
|                                         |                                       |                                             |                                            |  |  |       |  |  | 8. John Gordon, I baronetto |  |  | 16. George Gordon |  |
|                                         |                                       | 17. Margaret Bannerman                      |                                            |  |  |       |  |  | 8. John Gordon, I baronetto |  |  |                   |  |
| 4. George Gordon, I conte di Aberdeen   |                                       |                                             |                                            |  |  |       |  |  | 8. John Gordon, I baronetto |  |  |                   |  |
|                                         |                                       | 9. Mary Forbes                              | 18. William Forbes, VIII di Tolquhoun      |  |  |       |  |  |                             |  |  |                   |  |
|                                         |                                       | 9. Mary Forbes                              | 18. William Forbes, VIII di Tolquhoun      |  |  |       |  |  |                             |  |  |                   |  |
|                                         |                                       | 9. Mary Forbes                              | 19. Janet Ogilvy                           |  |  |       |  |  |                             |  |  |                   |  |
| 2. William Gordon, II conte di Aberdeen |                                       | 9. Mary Forbes                              |                                            |  |  |       |  |  |                             |  |  |                   |  |
|                                         |                                       | 10. George Lockhart                         | 20. Allan Lockhart                         |  |  |       |  |  |                             |  |  |                   |  |
|                                         |                                       | 10. George Lockhart                         | 20. Allan Lockhart                         |  |  |       |  |  |                             |  |  |                   |  |
|                                         |                                       | 10. George Lockhart                         | 21. Grizel Bannatyne                       |  |  |       |  |  |                             |  |  |                   |  |
| 5. Anne Lockhart                        |                                       | 10. George Lockhart                         |                                            |  |  |       |  |  |                             |  |  |                   |  |
|                                         |                                       | 11. Anne Lockhart                           | 22. James Lockhart                         |  |  |       |  |  |                             |  |  |                   |  |
|                                         |                                       | 11. Anne Lockhart                           | 22. James Lockhart                         |  |  |       |  |  |                             |  |  |                   |  |
|                                         |                                       | 11. Anne Lockhart                           | 23. Martha Douglas                         |  |  |       |  |  |                             |  |  |                   |  |
| 1. George Gordon, III conte di Aberdeen |                                       | 11. Anne Lockhart                           |                                            |  |  |       |  |  |                             |  |  |                   |  |
|                                         | 12. John Murray, I marchese di Atholl | 24. John Murray, I conte di Atholl          |                                            |  |  |       |  |  |                             |  |  |                   |  |
|                                         | 12. John Murray, I marchese di Atholl | 24. John Murray, I conte di Atholl          |                                            |  |  |       |  |  |                             |  |  |                   |  |
|                                         | 12. John Murray, I marchese di Atholl | 25. Jane Campbell                           |                                            |  |  |       |  |  |                             |  |  |                   |  |
| 6. John Murray, I duca di Atholl        | 12. John Murray, I marchese di Atholl |                                             |                                            |  |  |       |  |  |                             |  |  |                   |  |
|                                         |                                       | 13. Amelia Sophia Ann Stanley               | 26. James Stanley, VII conte di Derby      |  |  |       |  |  |                             |  |  |                   |  |
|                                         |                                       | 13. Amelia Sophia Ann Stanley               | 26. James Stanley, VII conte di Derby      |  |  |       |  |  |                             |  |  |                   |  |
|                                         |                                       | 13. Amelia Sophia Ann Stanley               | 27. Charlotte de La Trémoille              |  |  |       |  |  |                             |  |  |                   |  |
| 3. Susan Murray                         |                                       | 13. Amelia Sophia Ann Stanley               |                                            |  |  |       |  |  |                             |  |  |                   |  |
|                                         |                                       | 14. William Douglas                         | 28. William Douglas, I marchese di Douglas |  |  |       |  |  |                             |  |  |                   |  |
|                                         |                                       | 14. William Douglas                         | 28. William Douglas, I marchese di Douglas |  |  |       |  |  |                             |  |  |                   |  |
|                                         |                                       | 14. William Douglas                         | 29. Mary Gordon                            |  |  |       |  |  |                             |  |  |                   |  |
| 7. Catherine Douglas                    |                                       | 14. William Douglas                         |                                            |  |  |       |  |  |                             |  |  |                   |  |
|                                         |                                       | 15. Anne Hamilton, III duchessa di Hamilton | 30. James Hamilton, I duca di Hamilton     |  |  |       |  |  |                             |  |  |                   |  |
|                                         |                                       | 15. Anne Hamilton, III duchessa di Hamilton | 30. James Hamilton, I duca di Hamilton     |  |  |       |  |  |                             |  |  |                   |  |
|                                         |                                       | 15. Anne Hamilton, III duchessa di Hamilton | 31. Margaret Feilding                      |  |  |       |  |  |                             |  |  |                   |  |
|                                         |                                       | 15. Anne Hamilton, III duchessa di Hamilton |                                            |  |  |       |  |  |                             |  |  |                   |  |